# Шранц
Шранц (нім. Schranz) — термін для позначення гард-техно (більшою мірою німецького) гард-техно, підстилю гардкор-техно. Музичний жанр, який характеризується швидким темпом (від 150 до 180 BPM), а також важким, мінімалістичним і переважно монотонним звучанням, збудованим з напористих басовитих ударних, гучних перкусій та рваних зациклених синтетичних шумів.
Саме по собі слово schranz в німецькій мові є неологізмом. Воно не має певного значення у жодній світу. В українській мові близьким за змістом можна вважати слово кураж. Наприклад, німецький вираз «wir gehen schranzen» в перекладі можна трактувати, як «ми йдемо веселитись» або «ми йдемо відриватися».

## Історія
Слово шранц було придумано в 1994 році діджеєм Крісом Лібинґом і його другом, який працював в одному франкфуртському музичному магазині, де Кріс підбирав собі платівки. Так вони називали гард-техно з похмурим рваним звучанням. Крім музиканта, продюсера та діджея, Кріс також відомий як радіоведучий. Ця дозволило зробити придумане слово шранц надбанням громадськості. Після дуже успішної серії десятидюймових платівок «The Real Schranz», записаної Лібінґом у 1999 році, шранц міцно зайняв свою нішу в електронній танцювальній музиці, доказом чого є величезна кількість комерційно-орієнтованих CD-компіляцій зі звучними назвами на кшталт Schranzwerk, Schranz, Schranz Total, Schranz Tanz, Mega Schranz тощо Можна говорити, що за 2003–2005 роки шранц оформився в самодостатній музичний жанр зі своєю власною субкультурою.

## Особливості
Вагому частину творів у стилі шранц складають так звані бутлеґи, тобто неофіційні ремікси на інші популярні музичні твори. Причому, жанр «оригіналу» не має тут ніякого значення, це може бути як класична музика, так і поп, рок, фолк або що-небудь інше — в результаті все буде прискорено, зациклено і спотворено.

## Доступність
Зазвичай шранц видають невеликими тиражами у вигляді синглів та ЕР на вінілових грамплатівках — для діджеїв, або відносно великими тиражами у вигляді змішаних збірок на компакт-дисках — для широких мас. Комерційно-орієнтовані видання шранца з окремими (неміксованими) треками зустрічаються вкрай рідко, в зв'язку з тим, що даний жанр призначений для введення слухача в особливий психоемоційний стан, що полягає в розкутості і бажанні танцювати, і не передбачає глибокого осмислення музичного твору, який, по суті, побудована за стандартною схемою.

## Аудиторія
Шранц грають на спеціальних вечірках і опен-ейрах, вікова категорія яких сильно варіюється — починаючи від 15-річних підлітків, закінчуючи серйозними сімейними людьми.

## Основні представники
Сьогодні законодавцями жанру можна назвати таких людей як Jason Little, Rob Stalker, DJ Rush, DJ Amok, Boris S., Sven Wittekind, Arkus P., Robert Natus, Frank Kvitta, Marco Remus, Theo Шварц, O. B. I., Matt M. Maddox, Tomash Gee, Viper XXL, Torsten Kanzler, weichentechnikk, mhonolog, bazz-ді, Daniel Gloomy, FL-X, Ogi, Lexis, Mario Ranieri та інших.

## Приклади творів
Для прослуховування можна рекомендувати будь-які останні збірники із серії «Schranz Total», яких на даний момент налічується двадцять одна збірка. Дані компіляції виходять на компакт-дисках, в кожній частині по два диски, на кожному з яких по діджейського сету від одного із законодавців шранца представляє свою добірку актуальних треків.

## Схожі стилі
Схожі за формою і змістом на шранц, але самодостатні музичні напрямки:
- Габбер — найбільш жорстка форма гардкору, що зародилася в Нідерландах на початку 1990-х років.
- Гардстайл — досить молодий жанр, що виник приблизно в 1999 році при злитті трансу і гардкору.